# New College of Florida
Das New College of Florida ist ein staatliches Liberal-Arts-College in Sarasota im US-Bundesstaat Florida. Das College hat 87 Dozenten und etwa 800 Studenten. Bekannt ist es für seine beschreibenden Leistungsbeurteilungen. Die Studenten erhalten weder arithmetische Werte noch Buchstaben als Benotung. 

## Geschichte
New College wurde 1960 als private Hochschule für begabte Studenten gegründet. Das College öffnete seine Pforten 1964 für 101 Studenten. Als Dozent konnte unter anderem der Geschichtsphilosoph Arnold J. Toynbee aus dem Ruhestand geholt werden. Bis 1972 hatte das College bereits über 500 Studenten. 
1975 hatte das College aber Schulden von 3,9 Mio. US-Dollar angehäuft und war am Rande der Insolvenz. Die University of South Florida war am Kauf der Grundstücke und Einrichtungen interessiert, um einen neuen Campus zu gründen. Mit einer ungewöhnlichen Vereinbarung willigte der Überwachungsausschuss ein, den Campus und die Vermögenswerte dem Staat zu übertragen. Im Gegenzug übernahm dieser die Schulden und betrieb das College weiterhin als eigenständige Einheit innerhalb der University of South Florida. Die USF eröffnete daraufhin eine Zweigniederlassung in Sarasota, der denselben Campus nutzte. Damit begann eine schwierige Beziehung zwischen dem New College und der USF, die 27 Jahre anhalten sollte, bis die USF am 28. August 2006 einen eigenständigen Campus für die USF Sarasota-Manatee eröffnete.

## Persönlichkeiten

### Dozenten
- Arnold J. Toynbee, Geschichtsphilosoph

### Absolventen
- David Allen, Autor und Berater
- Lincoln Diaz-Balart, Politiker und Mitglied im Repräsentantenhaus der Vereinigten Staaten
- William C. Dudley, Präsident und CEO der Federal Reserve Bank of New York
- William Thurston, Mathematiker
- Sarah Rose Karr, Schauspielerin
- Mark Weiser, Informatiker